# Пенцинг (Баварска)
Пенцинг (њем. Penzing) општина је у њемачкој савезној држави Баварска. Једно је од 31 општинског средишта округа Ландсберг ам Лех. Према процјени из 2010. у општини је живјело 3.652 становника. Посједује регионалну шифру (AGS) 9181132.

## Географски и демографски подаци
Пенцинг се налази у савезној држави Баварска у округу Ландсберг ам Лех. Општина се налази на надморској висини од 620 метара. Површина општине износи 33,8 km². У самом мјесту је, према процјени из 2010. године, живјело 3.652 становника. Просјечна густина становништва износи 108 становника/km².

## Међународна сарадња
| Мјесто   | Држава   | Врста сарадње | Од    |
| -------- | -------- | ------------- | ----- |
| Леањфалу | Мађарска | контакт       | 2000. |
| Извор    |          |               |       |